# Scharllette Allen Moses
Scharllette Alexandra Allen Moses (sinh ngày 18 tháng 9 năm 1991) là một nữ hoàng sắc đẹp cuộc thi sắc đẹp Nicaragua đến từ Bluefields, người trở thành người phụ nữ da đen đầu tiên giành danh hiệu Hoa hậu Nicaragua và đại diện cho đất nước của mình tham gia cuộc thi cuộc thi Hoa hậu Hoàn vũ 2010.

## Hoa hậu Nicaragua
Allen, cao 1,80 m (5 ft 11 in), là một trong 12 thí sinh tham gia cuộc thi sắc đẹp quốc gia của cô, Hoa hậu Nicaragua, tổ chức tại Managua vào ngày 27 tháng 2 năm 2011. Trong cuộc thi này, cô nhận giải thưởng Gương mặt xuất sắc và trở thành người phụ nữ da đen đầu tiên từng đoạt vương miện của cuộc thi quốc gia, giành quyền đại diện cho Nicaragua tham gia cuộc thi Hoa hậu Hoàn vũ 2010.
Allen cũng nằm trong danh sách Những nhân vật của năm tại quê nhà, được công bố trên các phương tiện truyền thông trong nước và quốc gia vào ngày 31 tháng 12 năm 2010.

## Hoa hậu Hoàn vũ 2010
Là đại diện chính thức của đất nước của mình tham gia cuộc thi Hoa hậu Hoàn vũ 2010. Cuộc thi được phát sóng trực tiếp từ Las Vegas, Nevada vào ngày 23 tháng 8, Allen tham gia với tư cách là một trong số 83 thí sinh tranh tài với nhau để giành vương miện của người chiến thắng. Ximena Navarrete của Mexico cuối cùng là người giành chiến thắng